# تره لب آب
تره لب آب (نام علمی: Allium longistylum) نام یک گونه از سرده سیر است.